# فینال جام جهانی فوتبال ۱۹۵۸

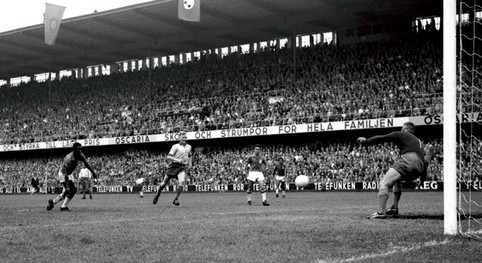
عکس از گل پله در فینال جام جهانی سال ۱۹۵۸

فینال جام جهانی فوتبال ۱۹۵۸، رقابت پایانی جام جهانی فوتبال ۱۹۵۸ است که مابین تیم ملی فوتبال برزیل و تیم ملی فوتبال سوئد در ورزشگاه راسوندا، سولنا برگزار شده‌است.
این مسابقه که در تاریخ ۲۸ ژوئن ۱۹۵۸ انجام شده‌است با نتیجه ۵ بر ۲ به سود تیم ملی فوتبال برزیل به پایان رسید.